# Autour du Livre
Autour du Livre est une maison d'édition située à Boulogne-Billancourt (France), spécialisée dans le livre sur la musique et sur le rock en particulier. Elle publie quatre collections.

## Historique
La maison d'édition Autour du Livre est créée en 2004 par Hugues Barrière, chroniqueur littéraire à Compact Crossroads. Elle lance d'abord Les cahiers du Rock, qui sont cités en tête des publications sur le sujet, et la diversité éditoriale de cette collection est reconnue. Cette activité éditoriale est lancée en même temps qu'une activité de conseil. Trois autres collections sont créées ensuite, également sur le thème du rock. 

## Les collections
- Les Cahiers du Rock, créés en 2006[3], sont des  essais, études ou analyses autour d'un thème, album, chanson, lieu...
- Récits Rock, créés en 2008[4], sont une collection de nouvelles, romans ou récits se déroulant dans le monde du rock.
- Documents Rock, créés en 2009[5], autobiographies ou témoignages directs de musiciens de rock ou de leur entourage.
- Les Images du Rock, créées en 2009 sont dédiées aux photos, peintures, dessins, affiches illustrant le monde du rock.